# Cozieni, Buzău
Cozieni este satul de reședință al comunei cu același nume din județul Buzău, Muntenia, România.

## Istorie
Una dintre legendele locale vorbește despre un masacru, produs cu multe sute de ani în urmă, căruia i-au căzut victime nomazii tătari care poposeau pe o pajiște de lângă satul lor.